# Abha
Abha (Arabisch: أبها) is een stad in Saoedi-Arabië aan de Wadi Bisja. Ze is de hoofdstad van de provincie Asir. Bevolking 201.912 (2004). Ze is gelegen op 2200 meter boven zeeniveau in de vruchtbare heuvels van Zuidwest-Saoedi-Arabië, nabij het Nationaal Park van Asir.
De stad is het voornaamste centrum voor karavaanhandel in de bergen van Asir aan de grens met Jemen.